# Stefano Modena
Stefano Modena, född 12 maj 1963 i Modena, är en italiensk racerförare. 

## Racingkarriär
Modena kom fyra i Italienska F3-mästerskapet 1986 och året därpå blev han internationell mästare i formel 3000 i en Onyx March 87B.  Modena avancerade till formel 1 och säsongen 1988 körde han för det mindre framträdande stallet EuroBrun. De två följande säsongerna körde han för Brabham och kom som bäst komma trea i Monaco 1989. Därefter blev det en säsong i Tyrrell och en i Jordan och lyckades då som bäst komma på tvåa i Kanada 1991 i en Tyrrell-Honda. 
Efter formel 1-karriären tävlade Modena i olika standardvagnsmästerskap, bland annat i DTM.

## F1-karriär
| Säsong | Stall/Tillverkare | Poäng | Placering |
| ------ | ----------------- | ----- | --------- |
| 1987   | Brabham-BMW       | 0     | –         |
| 1988   | EuroBrun-Ford     | 0     | –         |
| 1989   | Brabham-Judd      | 4     | 16        |
| 1990   | Brabham-Judd      | 2     | 16        |
| 1991   | Tyrrell-Honda     | 10    | 8         |
| 1992   | Jordan-Yamaha     | 1     | 17        |

| 1. Kanada 1991 | 1. Monaco 1989 | 1. Monaco 1988 2. Mexiko 1988 |